# 유라시아밭쥐
유라시아밭쥐 또는 커먼밭쥐(Microtus arvalis)는 비단털쥐과에 속하는 물밭쥐의 일종이다.

## 분포 및 서식지
커먼밭쥐는 분포 및 서식지에 거의 제한받지 않고, 유라시아의 넓은 지역에서 서식한다. 일차 서식지와 이차 서식지로 구분할 수 있다. 일차 서식지는 목초지와 히스 지역, 휴경지와 같은 울창한 숲을 제외한 모든 지역이다. 이차 서식지는 주로 농경지이며, 얕은 경사면 지역을 좋아한다. 보통 풀을 먹지만 농작물(이차 서식지 내의)을 많이 먹기도 하며, 이차 서식지에서 번식이 일차 서식지보다 빠르다.